# 切恰卡塔
切恰卡塔（Chechakhata），是印度西孟加拉邦Jalpaiguri县的一个城镇。总人口6847（2001年）。

## 人口
该地2001年总人口6847人，其中男性3720人，女性3127人；0—6岁人口575人，其中男293人，女282人；识字率83.67%，其中男性为87.85%，女性为78.70%。